# 1059
1059 (MLIX) fue un año común comenzado en viernes del calendario juliano.

## Acontecimientos
- Constantino X es nombrado emperador del Imperio bizantino.
- 13 de abril, Nicolás II, con el acuerdo del sínodo de Letrán, emite la bula papal In nomine Domini, que convierte al Colegio Cardenalicio en los únicos votantes en el cónclave papal para la elección de papas.

## Nacimientos
- Fulquerio de Chartres, cronista de la Primera Cruzada.

## Fallecimientos
- Miguel I Cerulario, Patriarca de Constantinopla.
- Pedro Orseolo, Rey de Hungría.